# Símbolos do Rio Grande do Sul
Os símbolos oficiais do Rio Grande do Sul são, conforme lei que dispõe sobre seu uso:
- O Hino;
- A Bandeira;
- O Brasão de Armas;

e ainda, são símbolos conforme leis:
- O cavalo Crioulo;[2]
- A ave quero-quero;[3]
- A planta macela;[4]
- A bebida chimarrão;[5]
- O prato típico churrasco;[5]
- A flor brinco-de-princesa;[6]
- A estátua do Laçador;[7]
- A árvore erva-mate;[8]

## Hino
Em 30 de abril de 1838, os farroupilhas obtiveram uma de suas maiores vitórias em todo o decênio revolucionário: a conquista da vila legalista de Rio Pardo. Em meio à euforia do triunfo, eles se deram conta de que havia sido aprisionada a banda militar do 2º Batalhão Imperial de Caçadores e seu respectivo maestro, Joaquim José Mendanha. Então lhe deram o encargo de compor a musica do Hino da República Rio-Grandense. Os historiadores afirmam ter acontecido a primeira execução em 5 de maio de 1838.

A bandeira

## Bandeira
A bandeira] do estado do Rio Grande do Sul foi utilizada pela primeira vez no dia 12 de novembro de 1836, quando o governo da República Rio-grandense, instalado em Piratini, baixou o decreto criando o escudo da República, assim entendido o pavilhão dos Farroupilhas.
A Bandeira compõe-se de três panos: verde (acima), vermelho (no centro) e amarelo (em baixo) em tonalidades normais. Possui uma elipse vertical em pano branco, onde está inserido o brasão. Num lenço, ao centro do brasão, se lê a inscrição "República Rio-Grandense" e sob o brasão, o lema "Liberdade, Igualdade, Humanidade".
A Bandeira foi oficialmente adotada pelo decreto estadual nº 5.213, de 5 de janeiro de 1966, sendo governador, Ildo Meneghetti. Deve-se sua concepção ao farroupilha Bernardo Pires, em trabalho conjunto com José Mariano de Matos.

O brasão de armas

As cores da bandeira se devem à bandeira do Brasil (verde e amarelo) e a faixa vermelha que atravessa a bandeira na diagonal significa todo o sangue gaúcho derramado tanto na Revolução que ocorreu entre a República do Rio Grande e o Império do Brasil, quanto as demais guerras e disputas que ocorreram na região.

## Brasão de Armas
O brasão foi adotado pelo mesmo decreto que instituiu o hino e a bandeira do estado. Acredita-se que foi desenhado originalmente pelo padre Hildebrando e em arte final pelo Major Bernardo Pires, sendo muito semelhante ao usado na época dos farrapos. O brasão é o mesmo que aparece no centro da bandeira estadual.

## O Cavalo Crioulo
O Cavalo Crioulo foi adotado como símbolo do estado em 2002 pela Assembléia Legislativa, pois estima-se que o estado possui 86,41% cavalos Crioulos do país, raça que acompanhou o gaúcho desde a colonização inicial do estado.